# Gera Lario
Gera Lario – miejscowość i gmina we Włoszech, w regionie Lombardia, w prowincji Como.
Według danych na rok 2004 gminę zamieszkiwało 881 osób, 146,8 os./km².